# Каскейд (Айдахо)
Каскейд (англ. Cascade) — сільське місто в окрузі Веллі, штат Айдахо, США, і його окружний центр. Згідно з переписом 2010 року населення становило 939 осіб, що на 58 осіб менше, ніж 2000 року.
У місті Каскейд був розташований великий тартак, який належав компанії Boise Cascade і припинив роботу в травні 2001 року.

## Географія
Каскейд розташований за координатами 44°30′32″ пн. ш. 116°2′37″ зх. д. / 44.50889° пн. ш. 116.04361° зх. д. (44.508761, -116.043627).  За даними Бюро перепису населення США в 2010 році місто мало площу 12,58 км², з яких 10,80 км² — суходіл та 1,77 км² — водойми.
Каскейд лежить на північно-східному березі водосховища Лейк-Каскейд. Водойма змінила свою назву з «водосховище» на «озеро» після відкриття 2004 року курорту Тамараск, як маркетинговий хід. Водосховище сформувалось після будівництва дамби Каскейд на північ від міста. Будівництво дамби розпочалось 1942 року, але було перерване Другою світовою війною і завершилось 1948 року.
Курортне місто Макколл розташоване за 47 км на північ від Каскейд і сполучається з ним 55-ю магістраллю штату Айдахо, місто Доннеллі лежить приблизно посередині між ними по цій магістралі. По другий бік від водосховища, на північному заході, розташований курорт Тамараск.

### Клімат
| Клімат : Каскейд        | Клімат : Каскейд | Клімат : Каскейд | Клімат : Каскейд | Клімат : Каскейд | Клімат : Каскейд | Клімат : Каскейд | Клімат : Каскейд | Клімат : Каскейд | Клімат : Каскейд | Клімат : Каскейд | Клімат : Каскейд | Клімат : Каскейд | Клімат : Каскейд |
| Показник                | Січ.             | Лют.             | Бер.             | Квіт.            | Трав.            | Черв.            | Лип.             | Серп.            | Вер.             | Жовт.            | Лист.            | Груд.            | Рік              |
| Абсолютний максимум, °C | 10,0             | 14,4             | 21,1             | 28,3             | 31,1             | 33,9             | 39,4             | 37,8             | 35,0             | 31,7             | 19,4             | 11,1             | 39,4             |
| Середній максимум, °C   | −1,2             | 1,9              | 5,9              | 11,3             | 16,8             | 21,3             | 27,8             | 27,2             | 21,9             | 14,4             | 4,6              | −0,7             | 12,6             |
| Середній мінімум, °C    | −11,9            | −10,6            | −7,4             | −3,2             | 0,8              | 4,1              | 6,8              | 5,6              | 1,5              | −2,3             | −5,9             | −10,4            | −2,7             |
| Абсолютний мінімум, °C  | −40              | −36,1            | −31,7            | −16,7            | −9,4             | −6,1             | −2,8             | −4,4             | −10              | −17,2            | −29,4            | −37,8            | −40              |
| Норма опадів, мм        | 72               | 55               | 55               | 44               | 49               | 44               | 12               | 15               | 24               | 44               | 70               | 80               | 566              |
| Днів з опадами          | 14               | 12               | 13               | 12               | 11               | 10               | 4                | 4                | 6                | 9                | 14               | 14               | 123,0            |
| ----------------------- | ---------------- | ---------------- | ---------------- | ---------------- | ---------------- | ---------------- | ---------------- | ---------------- | ---------------- | ---------------- | ---------------- | ---------------- | ---------------- |
| Джерело: WRCC           |                  |                  |                  |                  |                  |                  |                  |                  |                  |                  |                  |                  |                  |

## Демографія

### Перепис 2010 року
За даними перепису 2010 року, у місті проживало 939 осіб у 416 домогосподарствах у складі 256 родин. Густота населення становила 87,0 ос./км². Було 847 помешкань, середня густота яких становила 78,4/км². Расовий склад міста: 96,5 % білих, 0,2 % афроамериканців, 0,9 % індіанців, 0,2 % азіатів, 0,6 % інших рас, а також 1,6 % людей, які зараховують себе до двох або більше рас. Іспанці та латиноамериканці незалежно від раси становили 2,7 % населення.
Із 416 домогосподарств 24,5 % мали дітей віком до 18 років, які жили з батьками; 48,6 % були подружжями, які жили разом; 9,6 % мали господиню без чоловіка; 3,4 % мали господаря без дружини і 38,5 % не були родинами. 32,0 % домогосподарств складалися з однієї особи, зокрема 12,5 % віком 65 і більше років. У середньому на домогосподарство припадало 2,20 мешканця, а середній розмір родини становив 2,77 особи.
Середній вік жителів міста становив 46,4 року. Із них 19,6 % були віком до 18 років; 8,7 % — від 18 до 24; 19,9 % від 25 до 44; 33,9 % від 45 до 64 і 18 % — 65 років або старші. Статевий склад населення: 50,7 % — чоловіки і 49,3 % — жінки.
Середній дохід на одне домашнє господарство  становив 42 609 доларів США (медіана — 37 500), а середній дохід на одну сім'ю — 54 226 доларів (медіана — 47 500). За межею бідності перебувало 11,2 % осіб, у тому числі 21,4 % дітей у віці до 18 років та 5,7 % осіб у віці 65 років та старших.
Цивільне працевлаштоване населення становило 463 особи. Основні галузі зайнятості: мистецтво, розваги та відпочинок — 45,4 %, будівництво — 21,0 %, освіта, охорона здоров'я та соціальна допомога — 9,5 %, публічна адміністрація — 7,3 %.

### Перепис 2000 року
За даними перепису 2000 року, у місті проживало 997 осіб у 421 домогосподарствах у складі 282 родин. Густота населення становила 106,6 ос./км². Було 562 помешкання, середня густота яких становила 60,1/км². Расовий склад міста: 95,59 % білих, 0,10 % афроамериканців, 0,40 % індіанців, 0,30 % азіатів, 0,10 % тихоокеанських остров'ян, 1,60 % інших рас і 1,91 % людей, які зараховують себе до двох або більше рас. Іспанці та латиноамериканці незалежно від раси становили 2,21 % населення.
Із 421 домогосподарства 30,4 % мали дітей віком до 18 років, які жили з батьками; 51,1 % були подружжями, які жили разом; 10,2 % мали господиню без чоловіка, і 33,0 % не були родинами. 29,2 % домогосподарств складалися з однієї особи, у тому числі 10,5 % віком 65 і більше років. У середньому на домогосподарство припадало 2,32 мешканця, а середній розмір родини становив 2,83 особи.
Віковий склад населення: 27,0 % віком до 18 років, 4,3 % від 18 до 24, 25,3 % від 25 до 44, 26,5 % від 45 до 64 і 17,0 % років і старші. Середній вік жителів — 40 року. Статевий склад населення: 50,6 % — чоловіки і 49,4 % — жінки.
Середній дохід домогосподарств у місті становив $32 411, родин — $37 813. Середній дохід чоловіків становив $36 250 проти $20 139 у жінок. Дохід на душу населення в місті був $17 330. Приблизно 9,3 % родин і 12,1 % населення перебували за межею бідності, включаючи 20,1 % віком до 18 років і 9,0 % від 65 і старших.